# ناپی (شهرستان هیو)
ناپی (به لاتین: Napi) یک منطقهٔ مسکونی در استونی است که در شهرستان هیو واقع شده‌است.